# Lola
Lola je ženské křestní jméno. Zdrobnělina španělského jména Dolores, francouzského jména Lourdes a německých jmen Aloisie a Louisy.

## Domácké podoby
Loly, Lolinka, Lolka, Lolitka, Lol, Lolita

## Známé nositelky
- Lola Skrbková, česká herečka
- Lola Albright, americká zpěvačka a herečka
- Lola Almudevar, britská novinářka a televizní reportérka
- Lola Alvarez Bravo, mexická fotografka
- Lola Anglada, katalánská scenáristka a ilustrátorka
- Lola Astanova, ruská klasická pianistka
- Lola Beltrán, mexická zpěvačka
- Lola Berthet, argentinská herečka
- Lola Bobesco, belgická houslistka rumunského původu
- Lolah Burford, americká spisovatelka
- Lola Cotton, americká hypnotizérka a mentalistka
- Lola Davidson, americká herečka
- Lola Dueñas, španělská herečka
- Lola Falana, americká tanečnice a herečka
- Lola Flores, španělská zpěvačka, tanečnice a herečka
- Lola Forner, španělská herečka
- Lola Gaos, španělská herečka
- Lola Glaudini, americká herečka
- Lola Graham, australská hudebnice
- Lola Herrera, španělská herečka
- Lola Kutty, alter ego indického estrádního umělce Anuradhy Menona
- Lola Lane, americká herečka
- Lola J. May, americká matematička, vydavatelka, spisovatelka a konzultantka
- Lola Lemire Tostevin, kanadská básnířka a spisovatelka
- Lola Luv, etiopská hiphoperka
- Lola Martinez, moderátorka
- Lola Montez, irská herečka a tanečnice
- Lola Mora, argentinská sochařka
- Lola Muñoz, španělská herečka
- Lola Novaković, srbská zpěvačka
- Lola Pagnani, italská herečka
- Lola Ridge, irská anarchistická básnířka a vydavatelka Marxistických publikací
- Lola Rodríguez de Tio, portorikánská básnířka
- Lola Sanchez, australská herečka
- Lola Todd, americká herečka
- Lola Van Wagenen Redford, advokátka a bývalá manželka Roberta Redforda

## Jiné Loly
- Lola běží o život, německý film z roku 1998; hlavní roli hrála Franka Potente